# Trajano de Moraes
Trajano de Moraes, fino al 2003 Trajano de Morais, è un comune del Brasile nello Stato di Rio de Janeiro, parte della mesoregione del Centro Fluminense e della microregione di Santa Maria Madalena.